# مایرا لئال
مایرا لئال (اسپانیایی: Mayra Leal‎؛ زادهٔ ۱۹۸۷ میلادی) یک هنرپیشه و مدل لاتین‌تبار اهل ایالات متحده آمریکا است.
والدین وی مکزیکی و السالوادوری هستند و او دانش‌آموختهٔ رشتهٔ تبلیغات و روابط عمومی از دانشگاه هیوستون است.
مایرا حرفه سینمایی‌اش را در سال ۲۰۰۴ میلادی با بازی در ویدئوهای کوتاه تبلیغاتی برای شرکت‌های گوناگون نظیر وال‌مارت و بلک‌بری آغاز نمود. سپس در سال ۲۰۰۹ با بازی در یکی از فیلم‌های رابرت رودریگز به شهرت رسید.
از فیلم‌ها یا مجموعه‌های تلویزیونی که وی در آن‌ها نقش داشته‌است می‌توان به ماشته و آرنا اشاره نمود.